# Rock Hard
Rock Hard – minialbum hip-hopowego zespołu Beastie Boys wydany w 1984 roku.
Rock Hard wydany został niewielkim nakładem na 12-calowej płycie analogowej i nigdy przez wytwórnię nie powielany.

## Lista utworów
Pierwsza strona
1. "Rock Hard"
2. "Party's Getting Rough"

Druga strona
1. "Beastie Groove"
2. "Beastie Groove (Instrumental)"

## Twórcy
- Michael Diamond – śpiew
- Adam Yauch – gitara basowa
- John Berry – gitara elektryczna
- Kate Schellenbach – perkusja